# Mark Arie
Marcus Mills Pomeroy „Mark“ Arie (* 27. März 1882 in Thomasboro, Illinois; † 19. November 1958 in Champaign, Illinois) war ein US-amerikanischer Sportschütze.

## Erfolge
Mark Arie begann 1905 mit dem Sportschießen. Über 30 Jahre lang trat er beim Grand American Handicap an und gewann 1912 und 1934 das Grand Doubles. 1923 und 1928 sicherte er sich zudem den Titel im Einzel. Arie trat bei den Olympischen Spielen 1920 in Antwerpen in der Disziplin Trap an. In dieser wurde er vor seinen Landsmännern Frank Troeh und Frank Wright mit 95 Punkten Olympiasieger. Auch den Mannschaftswettbewerb schloss er mit der US-amerikanischen Mannschaft auf dem ersten Rang ab, mit 547 Punkten hatten die US-Amerikaner 44 Punkte Vorsprung auf die zweitplatzierten Belgier.
Sechsmal gehörte Arie der All-American-Trapmannschaft an, darunter durchgängig von der erstmaligen Zusammensetzung 1927 bis zum Jahr 1930. 1930 wurde er in Rom zudem Weltmeister. Mark Arie wurde 1970 in die Trap Shooting Hall of Fame aufgenommen.